# 德茜蕾·克拉里站
德茜蕾·克拉里站是法国东南部城市马赛的一个地铁车站，位于马赛地铁2号线上。

## 站名
"德茜蕾·克拉里"是历史上的挪威及瑞典女王，出生于马赛。这一街区以其命名。

## 位置
德茜蕾·克拉里站位于马赛市区北部的维莱特街区，属于3区。车站大致呈南北走向，是一个地下车站，有自动扶梯连接地面。

## 设施
德茜蕾·克拉里站站内设有自动售票机及无障碍设施。

## 站台设置
| 东↑ |      |                            |
|     | 侧式 |                            |
|     |      | 热兹站←                    |
|     |      | 圣玛格丽特-德罗梅勒站方向→ |
|     | 侧式 |                            |
| 西↓ |      |                            |

## 配套交通

### 城市公共交通
| 德茜蕾·克拉里站附近的公共交通线路 |            |          |
| 公交车站名称                      | 位置       | 停靠线路 |
| 德茜蕾·克拉里                     | 地铁站附近 |          |
| 1.                                |            |          |

此外，当地铁线路发生故障或施工时，马赛交通局可能提供临时摆渡车。

## 临近车站
| 德茜蕾·克拉里站（Désirée Clary） |               |                 |
| 上行车站                         | 线路          | 下行车站        |
| 国民站 660m ←                    | 马赛地铁2号线 | 若列特站 → 630m |
| - 本表仅显示运营中的线路及车站   |               |                 |